# Congomochtherus inachus
Congomochtherus inachus är en tvåvingeart som beskrevs av Jason Gilbert Hayden Londt och Tsacas 1987. Congomochtherus inachus ingår i släktet Congomochtherus och familjen rovflugor. Inga underarter finns listade i Catalogue of Life.